# Troian neptunian
Troienii neptunieni sunt corpuri care orbitează în jurul Soarelui în apropierea unuia dintre punctele stabile lagrangiene ale lui Neptun, similar cu troienii altor planete (troienii lui Jupiter). Prin urmare, au aproximativ aceeași perioadă orbitală ca Neptun și urmează aproximativ aceeași cale orbitală. În prezent sunt cunoscuți douăzeci și opt de troieni Neptun, dintre care 24 orbitează în apropierea punctului lagrangian Soare-Neptun L4 cu 60° înaintea lui Neptun și patru orbitează în apropierea punctului L5 a lui Neptun, la 60° în spatele lui Neptun.
Descoperirea lui 2005 TN53 pe o orbită cu înclinație mare (>25°) a fost semnificativă, deoarece sugera un nor „gros” de troieni  (troienii lui Jupiter au înclinații de până la 40°), ceea ce indică faptul că asteroizii au fost capturați, nu formați in situ sau prin coliziuni. Se suspectează că troienii neptunieni mari (cu raza ≈ 100 km) sunt cu un ordin de mărime mai mulți decât troienii echivalenți ai lui Jupiter.
În 2010, a fost anunțată descoperirea primului troian L5 cunoscut, 2008 LC18. Regiunea L5 din spatele lui Neptun este în prezent foarte dificil de observat de pe Pământ, deoarece se află pe aceeași axă cu centrul Căii Lactee, o zonă a cerului aglomerată de stele.